# Rüdiger Alberti
Rüdiger Alberti (* 13. Juli 1898 in Bärenstein; † 12. August 1953 in Halle (Saale)) war ein deutscher evangelisch-lutherischer Pfarrer.

## Leben
Rüdiger Alberti war der Leiter des Kirchlichen Erziehungsamtes in Leipzig und publizierte mehrere geistliche Werke und Erinnerungen über seine Einsätze als Seelsorger an der Westfront des Ersten Weltkriegs und in Polen.
Während der NS-Diktatur gehörte Alberti zur oppositionellen Bekennenden Kirche. Wie auch Ludwig Kirsch, der katholische Pfarrer der benachbarten Gemeinde St. Joseph in Chemnitz, sowie weitere Pfarrer in Sachsen wurde er schon im Jahr 1935 verhaftet und mehrere Monate im KZ Sachsenburg inhaftiert.

## Ehrung
Am 13. Juli 2018 – anlässlich seines 120. Geburtstags – wurde auf dem Sonnenberg in Chemnitz, nahe seiner ehemaligen Wirkungsstätte, der St. Markuskirche, ein neu geschaffener Park nach ihm benannt.

## Werke (Auswahl)
- Gott im Kriege, Berlin 1930
- Meine Freunde, die Dinge, Chemnitz 1935
- Ich, ich bin euer Tröster, Dresden 1936
- Als Kriegspfarrer in Polen, Dresden o. J. [1940]